# Viettel

Länder mit Viettel-Präsenz

Viettel Telecom ist ein vietnamesisches Telekommunikationsunternehmen mit Firmensitz in Hanoi. Viettel ist im Besitz des Vietnamesischen Verteidigungsministeriums und zählt zu den schnellwachsendsten Mobilfunkanbietern weltweit und ist unter den Top 15 Telekommunikationsunternehmen in Bezug auf die Mobilfunkverbindungen aufgelistet (laut GSMA's Wireless Intelligence). Das Unternehmen ist neben Vietnam in folgenden Ländern aktiv: Haiti, Peru, Mosambik, Kamerun, Laos, Osttimor (mit der Tochterfirma Telemor) und Kambodscha.